# Muzeum Českého lesa v Tachově
Muzeum Českého lesa v Tachově (dříve Okresní muzeum v Tachově) je muzejní instituce, nacházející se prostoru bývalého františkánského kláštera v Tachově. Muzeum je členem Asociace muzeí a galerií.

## Historie
První muzeum v Tachově vzniklo roku 1933 a původně se nacházelo v budově radnice. Roku 1939 bylo uzavřeno a v roce 1945 zrušeno. Nové muzeum zahájilo činnost v roce 1954 a roku 1959 otevřelo první expozice. Od roku 1967 vydává muzeum vlastní periodikum "Sborník muzea Českého lesa v Tachově". Periodikum neslo od roku 1969 název Sborník okresního muzea v Tachově, od roku 2004 se vrátilo ke svému původnímu názvu. 

## Sbírka
Sbírka muzea sestává z 20 společenskovědních a přírodovědných podsbírek.  Část sbírkových předmětů je prezentována na webu eSbírky.

## Expozice
V muzeu se nachází 6 stálých expozic: Bývalý klášterní refektář, Historie do roku 1945, Tachovsko v 2. polovině 20. století, Národopis Českého lesa, Příroda Českého lesa a Živé muzeum.